# Prvenstvo Avstralije 1927
Prvenstvo Avstralije 1927 v tenisu.

## Moški posamično
Gerald Patterson :  John Hawkes, 3–6, 6–4, 3–6, 18–16, 6–3

## Ženske posamično
Esna Boyd :  Sylvia Lance Harper, 5–7, 6–1, 6–2

## Moške dvojice
Jack Hawkes /  Gerald Patterson :  Ian McInness /  Pat O'Hara Wood 8–6, 6–1, 6–2

## Ženske dvojice
Meryl O'Hara Wood  /  Louise Bickerton :  Esna Boyd Robertson /  Sylvia Lance Harper 6–3, 6–3

## Mešane dvojice
Esna Boyd Robertson /  Jack Hawkes :  Youtha Anthony /  Jim Willard 6–1, 6–3